# Lake Buena Vista (Floride)
Lake Buena Vista est une ville située dans le comté d'Orange (Floride, États-Unis). En 2016, sa population était estimée à 16 habitants.
Cette ville possède la particularité d'être entièrement administrée par la Walt Disney Company et héberge sur son territoire une partie du Walt Disney World Resort dont :
- Walt Disney World Resort
  - Disney Springs
    - Pleasure Island

  - Disney's Typhoon Lagoon
  - ESPN Wide World of Sports Complex
    - Champion Stadium (anciennement The Ballpark at Disney's Wide World of Sports)
    - Milk House
    - Hess Sports Field
- Dolly Parton's Dixie Stampede
- Lake Buena Vista Golf Course
- Grande Pines Golf Club
- Falcons Fire Golf Club

## Géographie
Selon le Bureau du recensement des États-Unis, la ville a une aire totale de 12,7 km². 0,2 km2 (1,84 %) de sa superficie est constituée d'eau notamment par la présence du Lake Buena Vista.

## Démographie
| 1970 | 1980 | 1990  | 2000 | 2010 | 2020 |
| ---- | ---- | ----- | ---- | ---- | ---- |
| 12   | 98   | 1 776 | 16   | 10   | 24   |